# Полиция Норвегии
Полицейская служба Норвегии (норв. Politi-og lensmannsetaten) — норвежская национальная полиция. Создание норвежской полиции восходит к XIII веку, когда были назначены первые шерифы на территории Норвегии.  В дополнение к полномочиям полиции, она отвечает за: пограничный контроль, определенные гражданские обязанности, координацию поисково-спасательных операций, борьбу с терроризмом, патрулирование дорог, уголовное расследование и преследование.

## Организационная структура
Нынешняя же структура была создана в 2003 году. Она включает в себя: 
- центральное управление национальной полиции;
- 7 специализированных агентств;
  - дорожная полиция (Utrykningspolitiet);
  - Национальное управление по борьбе с организованной преступностью и тяжёлыми преступления (Den nasjonale enhet for bekjempelse av organisert og annen alvorlig kriminalitet);
  - Центральное управление по борьбе с экономическими и экологическими преступлениями (Den sentrale enhet for etterforskning og påtale av økonomisk kriminalitet og miljøkriminalitet);
  - Управление миграционной полиции (Politiets utlendingsenhet);
  - Высшее полицейское училище (Politihøgskolen)
- 12 полицейских округов.

Полиция подчиняется Министерству юстиции и общественной безопасности Норвегии и насчитывает 16 000 сотрудников, из которых — 8000 являются полицейскими.